# Джанаєв Сослан Тотразович
Сослан Тотразович Джанаєв (рос. Сослан Тотразович Джанаев, ос. Джанайты Тотрадзы фырт Сослан; 13 березня 1987, Орджонікідзе, Північно-Осетинська АРСР) — російський футболіст, що грає на позиції воротаря.

## Кар'єра
Сослан Джанаєв почав займатися футболом у школі владикавказького «Спартака». В 1996 році переїхав до Москви і вступив в СДЮШОР клубу ЦСКА (Москва), закінчивши яку не зумів пробитися в основний склад і виступав лише за дубль клубу, провівши 6 матчів, в яких пропустив 6 м'ячів. 
У 2007 році перейшов в клуб КАМАЗ, за команду в першому дивізіоні чемпіонату Росії провів 28 матчів, в яких пропустив 17 м'ячів, у Кубку Росії — 2 матчі і 3 пропущених м'ячі. 

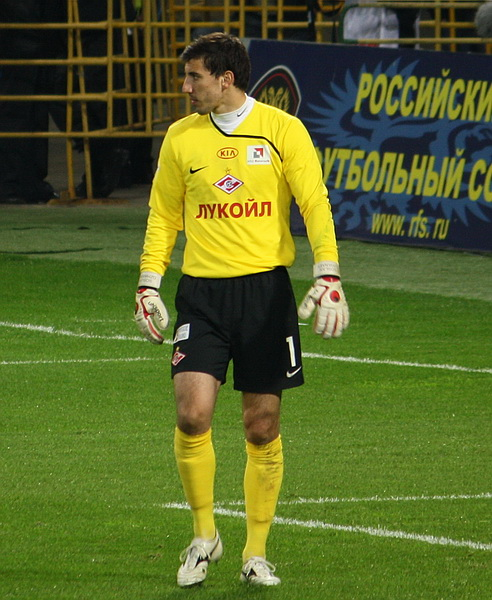
Джанаєв у 2010 році

У 2008 році перейшов у московський «Спартак», в якому дебютував у Кубку Росії 6 серпня проти брянського «Динамо», провівши 2 матчі, в яких пропустив 3 м'ячі, в основному ж грав за дублюючий склад «червоно-білих» (18 матчів — 17 пропущених м'ячів), з яким став чемпіоном Росії серед дублерів. У сезоні 2009 року вперше вийшов на поле в Прем'єр-Лізі 18 квітня 2009 року в матчі з клубом «Терек» і відстояв на нуль, ця гра стала першою для Валерія Карпіна на посаді головного тренера «Спартака». Після цього Джанаєв став основним воротарем команди, витіснивши зі складу Стіпе Плетикосу. 7 листопада 2009 року «Спартак», що боровся за чемпіонство, через помилку Джанаєва, програв матч «Крилам Рад». Головний тренер команди, Валерій Карпін, сказав, що стався «нещасний випадок». Відомий у минулому воротар «Спартака» Анзор Кавазашвілі пояснив помилку Джанаєва тим, що він не спробував гасити політ м'яча, а розраховував відразу зловити його. У наступній грі з ЦСКА, Джанаєв знову допустив помилку, намагаючись зловити м'яч і впустивши його у ворота, через що його команда програла. Після гри Джанаєв вибачився перед партнерами по команді та вболівальниками клубу. Через ці дві помилки Джанаєва стали звинувачувати в тому, що він не виграв конкуренцію у Стіпе Плетикоси, а зайняв місце у воротах через наявність у нього російського паспорта. Незважаючи на це, тренерський штаб висловив довіру Джанаєву.
У чемпіонаті Росії сезону 2010 Джанаєв знову зайняв позицію основного воротаря «Спартака». У другому турі, в матчі з пітерським «Зенітом» (1:1) Джанаєв, на думку багатьох, став найкращим гравцем зустрічі, відбивши кілька дуже складних м'ячів. 4 квітня 2010 року в грі з «Томью» Джанаєв зробив помилку, в результаті якої був призначений пенальті; зустріч завершилася внічию 2:2. 10 травня у грі з «Аланією» Джанаєв пропустив 5 голів. 21 липня в матчі з «Сибіром» Джанаєв, який у попередній грі допустив результативну помилку, залишився в запасі, а його місце у воротах «червоно-білих» зайняв Сергій Песьяков.

27 серпня вирішилося питання про перехід Джанаєва в «Терек» в обмін на воротаря Андрія Диканя. Сослан буде виступати в «Тереку» 2,5 року на правах оренди.

Коли почалися переговори про обмін, я поговорив по душах з Карпіним. Валерій Георгійович сказав, що як і раніше вірить у мене як у воротаря, вірить у те, що я ще заграю, але на даний момент мені краще пограти в «Тереку», перечекати, поки всі пристрасті навколо мене вляжуться, набратися досвіду і повернутися в «Спартак» іншим воротарем. Я з ним погодився. Радився також з Черчесовим і Стауче. Вони підтримали мене і порадили погоджуватися на перехід в «Терек».

23 жовтня Джанаєв дебютував у складі «Терека» в грі з «Сатурном»; гра завершилася перемогою «Сатурна» з рахунком 1:0. Всього за клуб у Прем'єр-лізі провів 41 матч і пропустив 53 голи.
20 грудня 2012 року був відданий в оренду в «Аланію» з правом подальшого викупу трансферу, де до кінця сезону зіграв у 10 матчах чемпіонату, проте викуплений не був.
2 вересня 2013 року повернувся в московський клуб і був заявлений за «Спартак-2» під 27-м номером. 
Взимку 2014 року залишив «Спартак» і почав тренуватися у складі «Ростова». 2 липня 2014 року підписав трирічний контракт з «Ростовом», де знову став дублером Стіпе Плетикоси, але після уходу хорвата з початку сезону 2015/16 Джанаєв став основним воротарем. Станом на 1 травня 2016 є третім в списку воротарів чемпіонатів Росії із сухими серіями — 775 хвилин.

## Міжнародна кар'єра
25 вересня 2009 року отримав виклик в збірну Росії на матчі з Німеччиною та Азербайджаном.
Був викликаний у другу збірну Росії, замінивши Сергія Рижикова.
Дебютував у збірній Росії 9 жовтня 2016 року в товариському матчі проти збірної Коста-Рики, відігравши вагаь матч і пропустивши в ньому чотири м'ячі.

## Статистика
Станом на 6 серпня 2016

### Клубна
| Сезон   | Клуб             | Ліга | Чемпіонат | Чемпіонат | Кубок | Кубок | Єврокубки | Єврокубки | Єврокубки |
| Сезон   | Клуб             | Ліга | Ігри      | Голи      | Ігри  | Голи  | Турнір    | Ігри      | Голи      |
| ------- | ---------------- | ---- | --------- | --------- | ----- | ----- | --------- | --------- | --------- |
| 2007    | КАМАЗ            | ПД   | 28        | −17       | 0     | 0     | —         | —         | —         |
| 2008    | Спартак (Москва) | РФПЛ | 0         | 0         | 2     | −3    | КУ        | 0         | 0         |
| 2009    | Спартак (Москва) | РФПЛ | 26        | −28       | 1     | −2    | —         | —         | —         |
| 2010    | Спартак (Москва) | РФПЛ | 12        | −13       | 0     | 0     | ЛЧ        | 0         | 0         |
| 2010    | Терек            | РФПЛ | 3         | −4        | 1     | 0     | —         | —         | —         |
| 2011/12 | Терек            | РФПЛ | 37        | −44       | 2     | −2    | —         | —         | —         |
| 2012/13 | Терек            | РФПЛ | 1         | −5        | 0     | 0     | —         | —         | —         |
| 2012/13 | Аланія           | РФПЛ | 10        | −18       | 0     | 0     | —         | —         | —         |
| 2013/14 | Спартак (Москва) | РФПЛ | 0         | 0         | 0     | 0     | ЛЕ        | 0         | 0         |
| 2014/15 | Ростов           | РФПЛ | 0         | 0         | 1     | −3    | ЛЕ        | 0         | 0         |
| 2015/16 | Ростов           | РФПЛ | 30        | −20       | —     | —     | —         | —         | —         |
| 2016/17 | Ростов           | РФПЛ | 10        | -8        | 0     | 0     | ЛЧ        | 7         | -12       |

## Досягнення

### Командні
- Срібний призер чемпіонату Росії (2): 2009, 2015/16
- Фіналіст Суперкубка Росії (1): 2014

### Особисті
- Приз «Воротар року» імені Льва Яшина: 2016
- У списку 33 кращих футболістів чемпіонату Росії (1) : №3 (2015/16)